# Anneliese Augustin
 Anneliese Augustin, geborene Mindermann (* 24. April 1930 in Kassel; † 3. November 2021 ebenda), war eine deutsche Politikerin. Sie war vom 13. Januar 1984 bis 1987 und vom 6. Dezember 1989 bis 1998 für das Land Hessen vier Wahlperioden lang Abgeordnete der Christlich Demokratischen Union Deutschlands (CDU) im Deutschen Bundestag.

## Leben und Beruf
Nach Abitur am Gymnasium in Lörrach und Studium an Universitäten in Basel und Freiburg im Breisgau absolvierte sie das pharmazeutische Staatsexamem und erhielt 1957 ihre Approbation als Apothekerin. In diesem Beruf war sie von 1958 bis zu ihrem Eintritt in den Bundestag 1984 selbstständig tätig und Mitglied der Apothekerkammer Hessen. Sie war als Honorarkonsulin des Königreiches Marokko tätig.
Augustin war evangelisch, verheiratet und hatte zwei Kinder.

## Partei und Mandat
1967 trat Augustin der CDU bei. Dort wurde sie 1969 Mitglied des Kreisvorstandes Kassel-Stadt, 1978 stellvertretende Kreisvorsitzende. 1972 wurde sie Stadtverordnete in Kassel, 1977 stellvertretende Fraktionsvorsitzende. Der CDU-Mittelstandsvereinigung Kassel-Stadt stand sie ab 1983 vor, 1987 wurde sie dort stellvertretende Landesvorsitzende. Innerhalb der CDU gehörte sie den Bundesfachausschüssen Gesundheitspolitik und Umwelt an.
Augustin wurde 1984 Mitglied des Bundestages. Sie war zudem Mitglied der Europa-Union und Vorsitzende der Kommunalpolitischen Vereinigung Kassel.